# Lawndale (Califòrnia)
Lawndale és una ciutat dels Estats Units a l'estat de Califòrnia. Segons el cens del 2000 tenia 31.711 habitants.

## Demografia
Segons el cens del 2000, Lawndale tenia 31.711 habitants, 9.555 habitatges, i 7.022 famílies. La densitat de població era de 6.183,7 habitants/km².
Per edats la població es repartia de la següent manera: un 31,9% tenia menys de 18 anys, un 10,2% entre 18 i 24, un 35,8% entre 25 i 44, un 16,4% de 45 a 60 i un 5,6% 65 anys o més.
L'edat mediana era de 29 anys. Per cada 100 dones de 18 o més anys hi havia 99,1 homes.
La renda mediana per habitatge era de 39.012 $ i la renda mediana per família de 37.909 $. Els homes tenien una renda mediana de 29.033 $ mentre que les dones 29.025 $. La renda per capita de la població era de 13.702 $. Entorn del 14,3% de les famílies i el 17,3% de la població estaven per davall del llindar de pobresa.

## Poblacions més properes
El següent diagrama mostra les poblacions més properes.